# Фаюмі

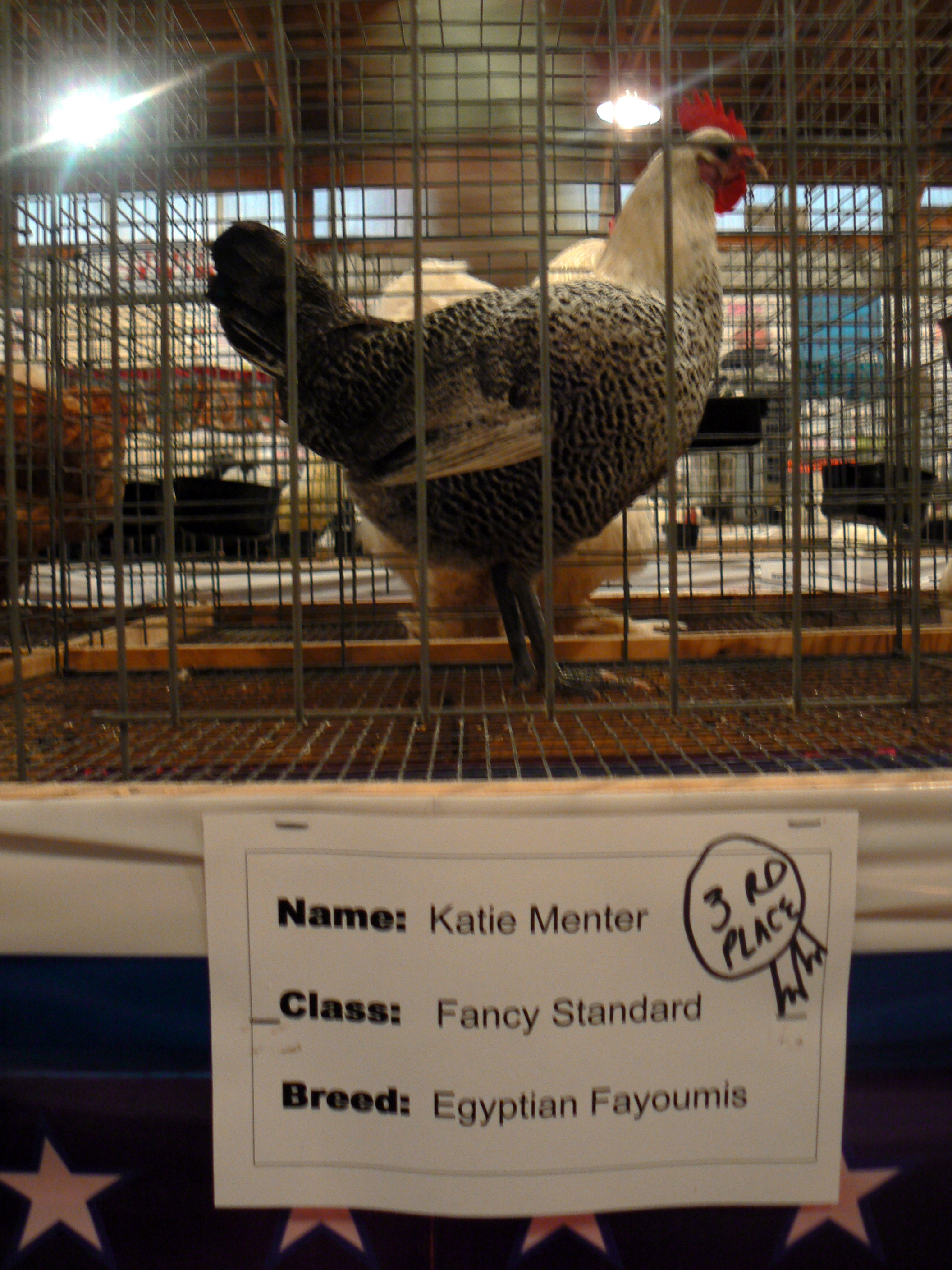
Курка породи фаюмі на виставці

Фаюмі (також єгипетський Фаюмі) - одна з так званих автохтонних  порід курей. Тип продуктивності - яєчний. 

## Історія
Порода була виведена в Стародавньому Єгипті шляхом так званої  народної селекції. В  Європу], ймовірно, була завезена кілька разів, спочатку римлянами, в результаті чого вона дала початок кільком близьким яєчним породам в Італії і Галлії, а потім, повторно, у  Великій Британію та США у 1940-х роках, що було офіційно задокументовано. Британська асоціація птахівників закріпила стандарт породи в кінці XX століття , але вона до цих пір не визнана в США, хоча і має там досить широке поширення серед любителів птахівників.
Великі популяції Фаюм останнім часом були завезені в  Ефіопію. Порода також широко поширена в багатьох країнах Передньої Азії (Ірані, Пакистан)і, куди вона потрапила разом з арабськими завоюваннями. У самому Єгипті порода розпадається на кілька близьких популяцій.

## Характеристика
Порода легковажно, вага дорослих птахів - 2,0 кг (4,5 фунтів), курей 1,6 кг (3,5 фунта), і мілкояїчна. Відрізняється раннім дозріванням: яйцекладка починається в 4-місячному віці. Інстинкт насиджування у курей зазвичай проявляється пізно, на 2-3-й рік життя. Добре пристосована до сухого, жаркого клімату. Абсолютно невибаглива до кормів і умов утримання, любить комах (коників) і трави, в теплу пору року може повністю обходиться пашею. Легко дичавіє, може ночувати на деревах і влаштовувати гнізда на землі серед чагарників.